# 금정구 (2000년 선거구)
부산 금정구는 대한민국의 국회의원 선거구이다. 부산광역시 금정구 일대를 관할한다. 현 지역구 국회의원은 국민의힘의 백종헌이다.

## 역사
2000년 제16대 국회의원 선거를 앞두고 금정구 갑과 금정구 을 선거구가 통합되면서 신설되었다.

## 관할 구역
| 대수      | 관할 구역   |
| --------- | ----------- |
| 16대~현재 | 금정구 일원 |

## 역대 국회의원
| 선거   | 정당 | 정당       | 의원   |
| ------ | ---- | ---------- | ------ |
| 2000년 |      | 한나라당   | 김진재 |
| 2004년 |      | 한나라당   | 박승환 |
| 2008년 |      | 무소속     | 김세연 |
| 2012년 |      | 새누리당   | 김세연 |
| 2016년 |      | 새누리당   | 김세연 |
| 2020년 |      | 미래통합당 | 백종헌 |
| 2024년 |      | 국민의힘   | 백종헌 |

## 역대 선거 결과

### 대한민국 제16대 국회의원 선거
|  | 72.26% |

|  | 12.03% |

|  | 9.44% |

|  | 4.41% |

|  | 1.84% |

### 대한민국 제17대 국회의원 선거
|  | 52.41% |

|  | 31.74% |

|  | 9.57% |

|  | 5.84% |

|  | 0.42% |

### 대한민국 제18대 국회의원 선거
|  | 64.76% |

|  | 27.18% |

|  | 6.94% |

|  | 1.10% |

### 대한민국 제19대 국회의원 선거
|  | 66.25% |

|  | 33.74% |

### 대한민국 제20대 국회의원 선거
|  | 56.58% |

|  | 32.78% |

|  | 10.62% |

### 대한민국 제21대 국회의원 선거
|  | 54.19% |

|  | 40.41% |

|  | 2.49% |

|  | 2.16% |

|  | 0.73% |

### 대한민국 제22대 국회의원 선거
|  | 56.62% |

|  | 43.37% |